# Un dénommé Mister Shatter
Pour les articles homonymes, voir Shatter.
Pour plus de détails, voir Fiche technique et Distribution.
Un dénommé Mister Shatter (Shatter) est un film britannique de Michael Carreras et Monte Hellman (ce dernier non crédité), tourné fin 1973 et début 1974.
Le film souffrit de problèmes de tournage et de distribution. Michael Carreras confia la réalisation à Monte Hellman en novembre 1973 ; ce dernier entra en conflit à propos du scénario avec le scénariste et producteur en:Don Houghton, qui quitta ainsi le projet le 6 décembre 1973, 2 semaines après le début de la pré-production. Hellman fut à son tour évincé le 8 janvier 1974, après 3 semaines de tournage, et remplacé par Carreras qui termina le film. Achevé en 1974, le film ne fut distribué qu'à partir de janvier 1976 aux EU, et dans une version tronquée en novembre 1977 au Royaume-Uni.
Selon Hellman, le retard pris par le tournage, à l'origine selon lui de son évincement, serait en partie dû à des problèmes de logistique, le coproducteur chinois Run Run Shaw ne fournissant pas les équipes prévues dans les délais annoncés. Il insinue par ailleurs que l'actrice principale (Lily Li), qui lui avait été imposée comme le reste du casting, aurait été choisie car elle était la maîtresse de Shaw,.

## Synopsis
Monsieur Fracasse (Stuart Whitman), le héros éponyme, un tueur à gages professionnel, est chargé de la neutralisation d'un dirigeant africain. Une fois son contrat rempli et s'étant rendu à Hong Kong pour percevoir ses émoluments, il est à son tour la victime de diverses voies de fait, ses employeurs ayant décidé de le liquider. Il est heureusement pris en charge par deux locaux, un professeur d'arts martiaux (Ti Lung), et une demoiselle travaillant dans le domaine du service à la personne (Lily Li). Ensemble, ils vont affronter leurs adversaires, dont un homme âgé (Peter Cushing).

## Fiche technique
- Titre original : Shatter
- Titre français : Un dénommé Mister Shatter
- Réalisation : Michael Carreras et Monte Hellman
- Scénario : Don Houghton
- Photographie : Roy Ford, Brian Probyn et John Wilcox
- Montage : David Lindup
- Production : Michael Carreras et Vee King Shaw
- Société de production : Hammer Film Productions, Shaw Brothers
- Pays d'origine : Royaume-Uni
- Format : Couleurs - 1,85:1 - Mono
- Genre : action
- Date de sortie : 1976 (États-Unis) ; 1977 (Royaume-Uni)[1]

## Distribution
- Stuart Whitman : Shatter
- Ti Lung : Tai Pah
- Lily Li : Mai-Mee
- Peter Cushing : Paul Rattwood
- Anton Diffring : Hans Leber